# Gush Shalom
Gush Shalom (em hebraico: גוש שלום, 'Bloco da Paz') é um grupo de esquerda pacifista israelense, fundado e liderado pelo jornalista e antigo membro da Knesset, Uri Avnery, em 1993.
Avnery criou o Gush Shalom por se ter desapontado com outros movimentos pacifistas de Israel, como o Peace Now. Ele se descreve como hard core do movimento pacifista israelense. . O Gush Shalom apóia os Acordos de Oslo, mas deixa claro que seu objetivo é a criação do estado palestino na Cisjordânia e na Faixa de Gaza, com capital em Jerusalém Oriental - permanecendo a cidade fisicamente unida, como capital de Israel e da Palestina.